# The Infamous
The Infamous is het tweede album van het Amerikaanse hiphopduo Mobb Deep. Voor dit album was Mobb Deep een relatief onbekende groep, maar na de release op 25 april 1995 en het succes van The Infamous werden de leden Prodigy en Havoc in één keer beroemd.

## Beoordelingen
Het album werd door veel mensen erg goed beoordeeld, vaak kreeg The Infamous de hoogst mogelijke beoordeling. The Source gaf 4½ ster van de maximale vijf en AllMusic gaf zelfs vijf sterren. Het tijdschrift Rolling Stone schreef dat Mobb Deep de hiphop in New York naar het hoogste niveau sinds halverwege de jaren 80 had gebracht.
Ook in de hitlijsten deed het album het goed. In de Verenigde Staten stond The Infamous 18 weken in de Billboard 200. In de Hiphop en R&B lijst werd als hoogste een derde plaats gehaald. Op 26 juni 1995 kreeg het album de gouden status van RIAA.
In 1998 selecteerde The Source The Infamous als een van de beste honderd rap-albums aller tijden.

## The Infamous Mobb Deep
Materiaal dat niet op The Infamous uitkwam werd in 2014 samen met andere ongepubliceerde muziek uitgebracht op het studioalbum The Infamous Mobb Deep.

## Tracklist
1. The Start of Your Ending
2. The Infamous (prelude)
3. Survival of the Fittest
4. Eye For an Eye (Your Beef is Mine) met Nas & Raekwon
5. Just Step (prelude) featuring Big Noyd
6. Give Up The Goods (Just Step) met Big Noyd
7. Temperature's Risin (featuring Crystal Johnson)
8. Up North Trip
9. Trife Life
10. Q.U.-Hectic
11. Right Back at You (met Ghostface Killah, Raekwon & Big Noyd)
12. The Grave (prelude)
13. Cradle to the Grave
14. Drink Away the Pain (met Q-Tip)
15. Shook Ones, Pt. II
16. Party Over (met Big Noyd)